# Gul pungmes
Gul pungmes (Anthoscopus parvulus) är en afrikansk fågel i familjen pungmesar inom ordningen tättingar.

## Utseende och läte
Gul pungmes är en mycket liten (8 cm) olivgul tätting med liten och vass, konformad näbb och rätt kraftiga ben och fötter. I fjäderdräkten är den mest färgstark av alla pungmesar, med vita spetsar på vingpennorna och svartstreckad panna. Jämfört med liknande sahelpungmesen (Anthoscopus punctifrons) har den mycket mer gröngul undersida, ej beige. Bland lätena hörs elektriska "tzee tzee" och "fwip fwip".

## Utbredning och systematik
Gul pungmes behandlas antingen som monotypisk alternativt delas in i tre underarter med följande utbredning:
- Anthoscopus parvulus parvulus – förekommer från Tchad till södra Sydsudan och nordöstra Demokratiska republiken Kongo
- Anthoscopus parvulus senegalensis – förekommer från Senegal till Centralafrikanska republiken
- Anthoscopus parvulus aureus – förekommer i norra Ghana

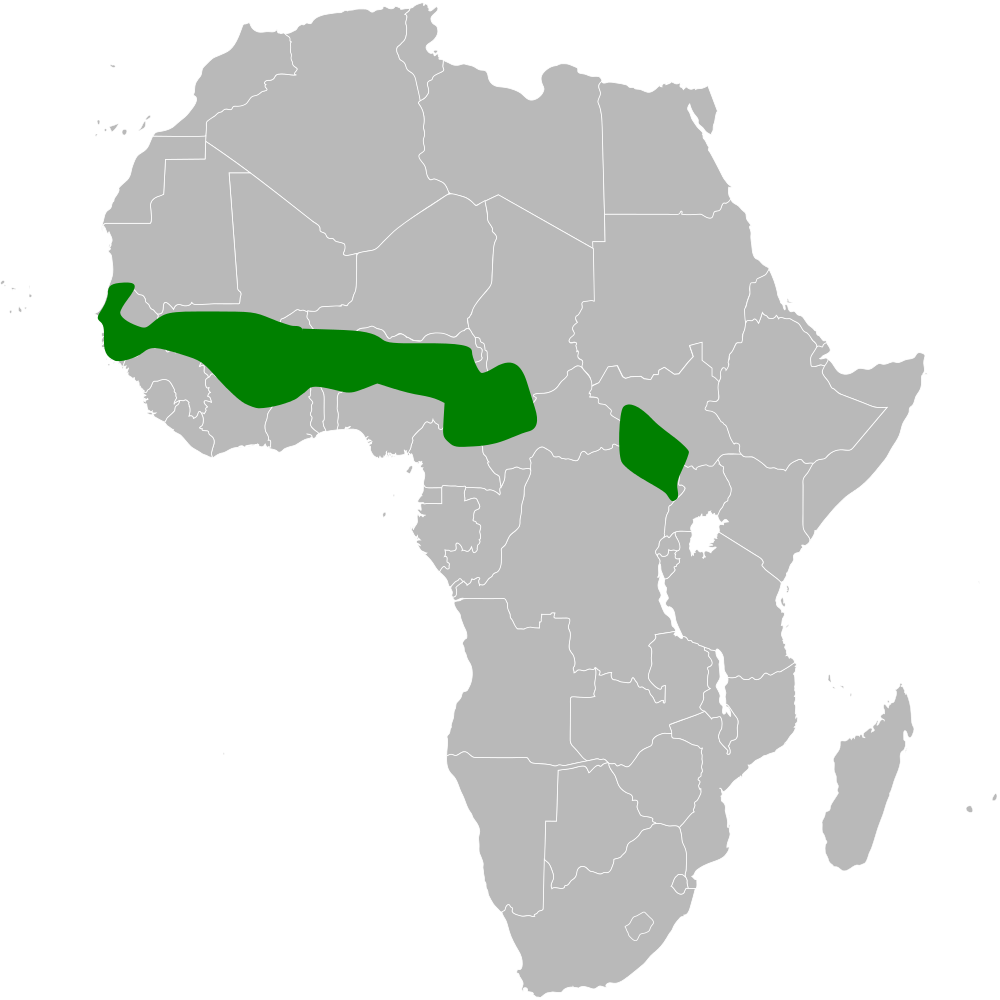
Artens utbredningsområde i Afrika.

Genetiska studier visar att gul pungmes troligen är systerart till en grupp bestående av blek pungmes (Anthoscopus musculus), skogspungmes (Anthoscopus flavifrons) och grå pungmes (Anthoscopus caroli).

## Levnadssätt
Gul pungmes hittas i torr skogssavann och halvarid savann. Födan består av små insekter och deras larver som den söker efter i trädkronorna. Häckningsbiologin är dåligt känd.

## Status och hot
Arten har ett stort utbredningsområde och en stor population med stabil utveckling och tros inte vara utsatt för något substantiellt hot. Utifrån dessa kriterier kategoriserar internationella naturvårdsunionen IUCN arten som livskraftig (LC). Världspopulationen har inte uppskattats men den beskrivs som lokalt förekommande, ovanlig eller till och med sällsynt.